# Halo de matéria escura

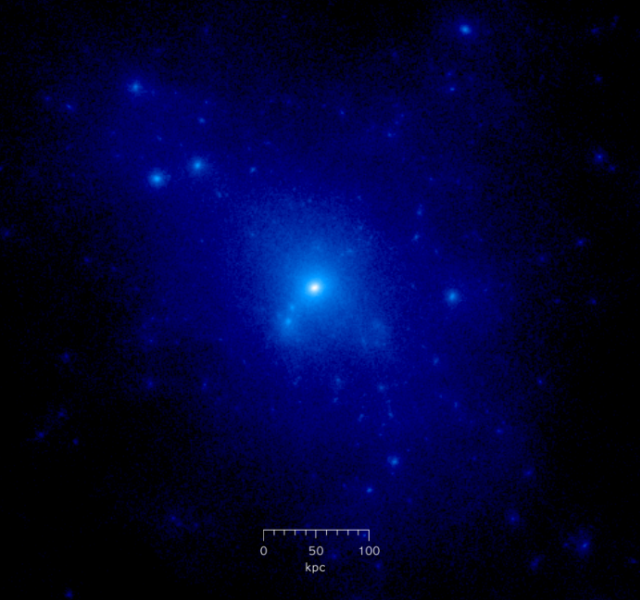
Halo de matéria escura simulado de uma simulação cosmológica de N-corpos

Um halo de matéria escura é uma unidade básica da estrutura cosmológica, que consiste em uma região hipotética que se desacoplou da expansão cósmica e contém matéria gravitacionalmente ligada. Um único halo de matéria escura pode conter vários aglomerados virializados de matéria escura unidos pela gravidade, conhecidos como sub-halos. O halo de matéria escura de uma galáxia envolve o disco galáctico e se estende bem além da extremidade visível da galáxia. Por consistir em matéria escura, halos não podem ser observados diretamente, mas sua existência pode ser inferida a partir dos efeitos no movimento das estrelas e dos gases em galáxias e lentes gravitacionais. Halos de matéria escura desempenham um papel importante nos modelos atuais de formação e evolução de galáxias. Teorias que tentam explicar a natureza dos halos de matéria escura com vários graus de sucesso incluem Matéria Escura Fria (MEF), Matéria Escura Quente (MEQ) e Massive compact halo objects (MACHOs).

Curva de rotação galáctica para a Via Láctea. O eixo vertical é a velocidade de rotação em torno do centro galáctico. O eixo horizontal é a distância do centro galáctico. O sol está marcado com uma bola amarela. A curva de velocidade de rotação observada é azul. A curva prevista com base na massa estelar e no gás da Via Láctea é vermelha. Dispersão nas observações aproximadamente indicada por barras cinza. A diferença se deve à matéria escura ou talvez uma modificação da lei da gravidade.

## Curvas de rotação como evidência de um halo de matéria escura
A presença de matéria escura no halo é inferida de seu efeito gravitacional na curva de rotação de uma galáxia espiral. Sem grandes quantidades de massa em todo o halo (aproximadamente esférico), a velocidade rotacional da galáxia diminuiria em grandes distâncias do centro galáctico, assim como as velocidades orbitais dos planetas externos diminuem com a distância do sol. No entanto, observações de galáxias espirais, particularmente observações de emissão de rádio do gás de hidrogênio neutro (conhecido como linha de hidrogênio de 21 cm e linha HI), mostram que a curva de rotação da maioria das galáxias espirais se achata, o que significa que as velocidades de rotação não diminuem com a distância do centro galáctico. A ausência de qualquer matéria visível para explicar essas observações implica na existência de uma matéria não observada (escura), proposta pela primeira vez por Ken Freeman em 1970, ou que a teoria da Relatividade Geral está incompleta. Freeman percebeu que o declínio esperado na velocidade não estava presente em NGC 300 nem em M33, considerando então uma massa não detectada para explicar o fenômeno. A hipótese de DM foi reforçada por vários estudos.

## Formação e estrutura de halos de matéria escura
Acredita-se que a formação de halos de matéria escura tenha desempenhado um papel importante na formação inicial das galáxias. Durante a formação galáctica inicial, a temperatura da matéria bariônica ainda deveria ser muito alta para formar objetos autolimitados gravitacionalmente, exigindo assim a formação prévia da estrutura de matéria escura para possibilitar interações gravitacionais adicionais. A hipótese atual para isso é baseada na matéria escura fria (MEF) e sua formação no início do Universo.
A hipótese para a formação da estrutura da matéria escura fria começa com perturbações de densidade no Universo que crescem linearmente até atingirem uma densidade crítica, após a qual parariam de se expandir e colapsariam para formar halos de matéria escura gravitacionalmente ligados. Esses halos continuariam a crescer em massa (e tamanho), seja pelo acréscimo de material de sua vizinhança imediata, seja pela fusão com outros halos. Verificou-se que as simulações numéricas da formação da estrutura da MEF procedem da seguinte forma: Um pequeno volume com pequenas perturbações se expande inicialmente com a expansão do Universo. Conforme o tempo passa, as perturbações de pequena escala crescem e colapsam para formar pequenos halos. Em um estágio posterior, esses pequenos halos se fundem para formar um único halo de matéria escura virializado com uma forma elipsoidal, que revela alguma subestrutura na forma de sub-halos de matéria escura.
O uso do MEF supera os problemas associados à matéria bariônica normal porque remove a maior parte das pressões térmicas e radiativas que impediam o colapso da matéria bariônica. O fato de que a matéria escura é fria em comparação com a matéria bariônica permite que a matéria escura forme esses aglomerados iniciais gravitacionalmente ligados. Uma vez que esses sub-halos se formaram, sua interação gravitacional com a matéria bariônica é suficiente para superar a energia térmica e permitir que ela entre nas primeiras estrelas e galáxias. As simulações desta formação de galáxias iniciais correspondem à estrutura observada por pesquisas galácticas, bem como a observação da radiação cósmica de fundo em micro-ondas.

### Perfis de densidade
Um modelo comumente usado para halos galácticos de matéria escura é o halo pseudo-isotérmico:
{\displaystyle \rho (r)=\rho _{o}\left[1+\left({\frac {r}{r_{c}}}\right)^{2}\right]^{-1}}
onde {\displaystyle \rho _{o}} denota a densidade central finita e {\displaystyle r_{c}} o raio do núcleo. Isso fornece um bom ajuste para a maioria dos dados da curva de rotação. No entanto, não pode ser uma descrição completa, pois a massa fechada não consegue convergir para um valor finito, pois o raio tende para o infinito. O modelo isotérmico é, na melhor das hipóteses, uma aproximação. Muitos efeitos podem causar desvios do perfil previsto por este modelo simples. Por exemplo, (i) o colapso pode nunca atingir um estado de equilíbrio na região externa de um halo de matéria escura, (ii) o movimento não radial pode ser importante, e (iii) fusões associadas à formação (hierárquica) de um halo podem tornar o modelo de recolhimento esférico inválido.
Simulações numéricas da formação de estruturas em um universo em expansão levam ao perfil empírico Navarro-Frank-White:
{\displaystyle \rho (r)={\frac {\rho _{crit}\delta _{c}}{\left({\frac {r}{r_{s}}}\right)\left(1+{\frac {r}{r_{s}}}\right)^{2}}}}
onde {\displaystyle r_{s}} é um raio de escala, {\displaystyle \delta _{c}} é uma densidade característica (adimensional), e {\displaystyle \rho _{crit}} = {\displaystyle 3H^{2}/8\pi G} é a densidade crítica para o fechamento. O perfil NFW é chamado de 'universal' porque funciona para uma grande variedade de massas de halo, abrangendo quatro ordens de magnitude, de galáxias individuais aos halos de aglomerados de galáxias. Este perfil tem um potencial gravitacional finito, embora a massa integrada ainda divirja logaritmicamente. Tornou-se convencional referir-se à massa de um halo em um ponto fiducial que encerra uma densidade excessiva 200 vezes maior do que a densidade crítica do universo, embora matematicamente o perfil se estenda além desse ponto notacional. Posteriormente, foi deduzido que o perfil de densidade depende do ambiente, sendo o NFW apropriado apenas para halos isolados. Halos NFW geralmente fornecem uma descrição pior dos dados de galáxias do que o perfil pseudo-isotérmico, levando ao problema do halo concentrado.
Simulações de computador de alta resolução são melhor descritas pelo perfil Einasto:
{\displaystyle \rho (r)=\rho _{e}Exp\left[-d_{n}\left(\left({\frac {r}{r_{c}}}\right)^{\frac {1}{n}}-1\right)\right]}
onde r é o raio espacial (ou seja, não projetado). O termo {\displaystyle d_{n}} é uma função de n tal que {\displaystyle \rho _{e}} é a densidade no raio {\displaystyle r_{e}} que define um volume contendo metade da massa total. Embora a adição de um terceiro parâmetro forneça uma descrição ligeiramente melhorada dos resultados das simulações numéricas, não é observacionalmente distinguível do halo de 2 parâmetros NFW, e não faz nada para aliviar o problema do halo concentrado.

## Halo de matéria escura da Via Láctea
Acredita-se que o disco visível da Via Láctea esteja embutido em um halo muito maior e quase esférico de matéria escura. A densidade da matéria escura diminui com a distância do centro galáctico. Acredita-se agora que cerca de 95% da galáxia é composta de matéria escura, um tipo de matéria que não parece interagir com o resto da matéria e energia da galáxia de nenhuma forma, exceto por meio da gravidade. A matéria luminosa compõe aproximadamente 9 × 1010 massas solares. É provável que o halo de matéria escura inclua cerca de 6 × 1011 a 3 × 1012 massas solares de matéria escura.